# Stjärnfors

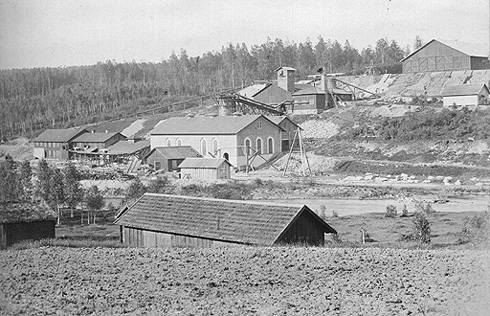
Stjärnfors bruk.

Stjärnfors är en herrgård och ett före detta järnbruk i Ljusnarsbergs socken, Ljusnarsbergs kommun, Örebro län i Västmanland.

## Historik
Vid Rällsälvens utflöde ur Ljusnarens skapade vattenkraften i kombination med traktens rika malm- och skogstillgångar tidigt ett centrum för bergsbruk i trakten. Under mitten av 1600-talet fanns det ett kopparverk vid Stjärnfors, eller Forsen som det då kallades. Efter att ägaren Göran Schlittings död sålde dennes änka 1683 egendomen till Salbo gårds ägare. Stjärnfors kom därefter att bli huvudgård för Salbo och andra hemman. 1754 inköpte assessorn Anders Victorin såväl Stjärnfors som övriga hemmansdelar, som senare kom att höra under bruket. 
Senare kom Stjärnfors att ägas av grosshandlaren H. J. Wallis i Stockholm, vars arvingar sålde det till greve J. A. Mörner. Efter dennes död övergick Stjärnfors det till hans bror greve H. S. Mörner. Han skänkte 1886 egendomen till sina barn, vilka 1896 överlät den till det då nybildade AB Stjernfors-Ställdalen.
År 1889 fanns vid Stjärnfors bruk en masugn med bessemerverk och en mekanisk verkstad, gjuteri, finbladig såg och kvarn, samt stångjärnssmedja med fyra härdar. Bruket ägde dessutom andelar i andra hyttor och i flera gruvor. Tillverkningen uppgick år 1889 till: 2.137.338 kg. tackjärn, 70.253 kg. stångjärn och smältstycken, 1.855.539 kg. bessemermetall samt 20.094 kg. järn- och stålmanufaktur. Sågen och stångjärnssmedjan lades sedermera ned och ersattes av ett s.k. träsliperi.
1905 lades järnbruket slutligen ned (även träsliperiet är nu sedan länge nedlagt). Den stora fallhöjden gjorde dock att en kraftstation, vilken fortfarande är i drift, anlades på platsen för bruket. Det har inneburit att dammar, kanaler och andra anläggningar i vattnet på så sätt bibehållits. Bruksherrgården finns också bevarad medan odlingsmarkerna till stor del utnyttjas som golfbana (se Stjernfors GK). 
På herrgården har nuvarande ägare Ulf Anagrius inrättat ett flertal museala rum med sina privata samlingar av bland annat gamla bilar, en gammal handelsbod, stensamlingar, hologramtavlor och specifika samlingar av till exempel olika dammsugare, tvättmaskiner och radioapparater. Utställningarna visas för bokade grupper.
I Stjärnfors avslutas Bergslagsledens etapp 2 och startar dess etapp 3.